# 崖家坪遗址
崖家坪遗址，位于中国青海省民和县李二堡乡范家村，为第七批青海省文物保护单位，公布日期为2004年5月10日，类型为古遗址。
崖家坪遗址的历史年代为新石器时代。